# Antonio Maglio (giornalista)
Antonio Maglio (Alezio, 30 marzo 1941 – Newcastle upon Tyne, 13 gennaio 2007) è stato un giornalista italiano.

## Biografia
Frequenta il ginnasio a Portogruaro, dove la famiglia si era trasferita per motivi di lavoro del padre. Ritornato nel Salento, termina gli studi superiori a Gallipoli e si iscrive a Giurisprudenza alla “La Sapienza” di Roma, svolgendo attività giornalistica con Il Messaggero. Durante il servizio di leva militare si trasferisce all’Università di Bari e poi si iscrive a quella di Trieste, dove si laurea in Giurisprudenza nel 1971.
Negli anni Sessanta, ad Alezio, fonda e dirige il trisettimanale locale 18º Meridiano, collabora con i quotidiani Sera Sud di Bari e con il Corriere del Giorno di Taranto. Emigra nuovamente a Portogruaro, dove lavora presso l’Ufficio stampa della Marzotto. Durante la sua permanenza in Veneto collabora con varie agenzie di stampa e con il Messaggero Veneto. L’11 settembre 1973 viene chiamato da Ennio Bonea alla direzione del settimanale leccese La Tribuna del Salento. Nel 1975 i giornalisti della Tribuna costituiscono la CoGiSa (Cooperativa di giornalisti salentini), la prima del genere nel Salento. La crescita del settimanale porta alla sua trasformazione in quotidiano. Il 22 marzo 1979 La Tribuna del Salento termina le pubblicazioni. Il 6 giugno 1979 vede la luce il primo numero del Quotidiano di Lecce, Brindisi e Taranto, il progetto a cui si era dedicato per anni. La direzione è affidata a Beppe Lopez, giornalista barese che lascia l’esperienza romana de la Repubblica per l’avventura salentina. Antonio Maglio assume la vice-direzione. Nel novembre 1996 Maglio lascia il Quotidiano e si trasferisce con la moglie in Canada, a Toronto, dove assume l’incarico di direttore vicario del Corriere Canadese. Nel 2003 rientra in Italia e si stabilisce a Udine, città d’origine della moglie Luisella, da dove continua a collaborare con lo stesso Corriere Canadese e con Il Gazzettino di Venezia.
Nel 2006, si trasferisce in Inghilterra. Muore il 13 gennaio 2007 a Newcastle upon Tyne.
Dal 2012 è a lui dedicato un premio giornalistico che si svolge ogni anno agli inizi di agosto ad Alezio, il Premio giornalistico “Antonio Maglio”, organizzato dall'omonima associazione Antonio Maglio, originariamente presideuta dall'Onorevole Giacinto Urso e dal 2022 dal giornalista Adelmo Gaetani.